# Bismut(III)-iodid
Bismut(III)-iodid ist ein Salz des Bismuts mit der Iodwasserstoffsäure. Es besitzt die Verhältnisformel BiI3. Bismut liegt hierbei in der Oxidationsstufe +3 vor.

## Darstellung
Bismut(III)-iodid kann direkt aus den Elementen synthetisiert werden. Hierzu werden feinverteiltes Bismut und Iod zusammen erhitzt.
{\displaystyle {\ce {2Bi + 3I2 -> 2BiI3}}}
Es kann auch aus einer Lösung von Bismut(III)-chlorid in Salzsäure mit konzentrierter Iodwasserstoffsäure gefällt werden.
{\displaystyle {\ce {BiCl3 + 3HI -> BiI3 + 3HCl}}}

## Eigenschaften
Es handelt sich um einen grauen bis schwarzen Feststoff, der bei 408 °C schmilzt. Sublimiert bzw. rekristallisiert bildet es schwarz-fettglänzende, graphitähnliche Blättchen.

## Kristallstruktur
Bismut(III)-iodid kristallisiert im trigonalen Kristallsystem in der Raumgruppe R3 (Nr. 148) mit a = 751,3 pm, c = 2071,8 pm und Z = 6. Die Iodidionen bilden eine hexagonal-dichteste Kugelpackung, in der jede übernächste Oktaederlückenschicht zu 2/3 mit Bismutionen besetzt ist. Die Bismutionen sind also oktaedrisch von sechs Iodidionen umgeben. Jedes Iodidion ist gewinkelt von zwei Bismutionen umgeben. BiI3 ist namensgebend für den BiI3-Strukturtyp, in dem auch AsI3, SbI3, BiI3, ScCl3, VCl3, FeCl3 kristallisieren.

## Verwendung
Da Bismut(III)-iodid unlöslich in Wasser ist, kann es zum Nachweis von Bismut genutzt werden. Aus Bi(III)-haltigen Lösungen fällt bei Zugabe eines wasserlöslichen Iodidsalzes (beispielsweise Kaliumiodid) graues Bismut(III)-iodid aus und zeigt so die Anwesenheit von Bismut an. Der Niederschlag löst sich bei weiterer Zugabe des Iodidsalzes unter Bildung eines orangefarbenen Tetraiodobismutat-Komplexes ([BiI4]−) wieder auf.
Es wird zurzeit (2017) überlegt, ob man durch Einbringung von Bismut(III)-iodid in die Atmosphäre (sog. Geoengineering) die globale Erwärmung verlangsamen kann. David Mitchell von der University of Nevada schlägt vor, jährlich 160 t (Kosten: ca. 6 Millionen US-Dollar) hierfür zu verwenden.